# Rajd Budapesztu
Rajd Budapesztu (Rallye Budapest) – międzynarodowy rajd samochodowy, odbywający się na Węgrzech w ramach mistrzostw kraju w latach 1984–2013. Okazjonalnie był również eliminacją Pucharu Mitropa i Mistrzostw Europy.

## Zwycięzcy
| Rok  | Kierowca             | Pilot          | Samochód                | Zespół                |
| ---- | -------------------- | -------------- | ----------------------- | --------------------- |
| 1984 | János Hideg          | Attila Bán     | Łada 2105 VFTS          |                       |
| 1985 | László Ranga         | Árpád Kurcz    | Łada 2105 VFTS          | Pannon Technik SE     |
| 1986 | Matthias Moosleitner | Klaus Schelske | Opel Manta 400          |                       |
| 1990 | László Ranga         | Mihály Dudás   | Lancia Delta Integrale  |                       |
| 1991 | László Ranga         | Ernő Büki      | Lancia Delta Integrale  |                       |
| 1992 | László Ranga         | Ernő Büki      | Lancia Delta Integrale  |                       |
| 1993 | László Ranga         | Ernő Büki      | Lancia Delta Integrale  |                       |
| 1994 | László Ranga         | Ernő Büki      | Lancia Delta Integrale  | Marlboro Rally Team   |
| 1995 | János Tóth jr        | Ferenc Gergely | Toyota Celica Turbo 4WD | Aral Rallye Team      |
| 1997 | János Tóth jr        | Ferenc Gergely | Toyota Celica GT-Four   | Aral Rallye Team      |
| 1998 | János Tóth jr        | Ferenc Gergely | Toyota Corolla WRC      | Toyota Rally Team     |
| 1999 | János Tóth jr        | Imre Tóth      | Toyota Corolla WRC      | Toyota Rally Team     |
| 2000 | Tamás Turi           | György Papp    | Toyota Corolla WRC      | Architekton Team      |
| 2001 | János Tóth jr        | Imre Tóth      | Peugeot 206 WRC         | Symphonia Rallye Team |
| 2002 | János Tóth jr        | Imre Tóth      | Peugeot 206 WRC         | Bomba Rallye Team     |
| 2003 | János Tóth jr        | Imre Tóth      | Peugeot 206 WRC         | Bomba Rallye Team     |
| 2004 | Norbert Herczig      | Imre Tóth      | Škoda Octavia WRC       | Herczig ASE           |
| 2005 | Norbert Herczig      | Bea Bahor      | Peugeot 206 WRC         | JRT                   |
| 2006 | Balázs Benik         | István Varga   | Ford Focus RS WRC '03   | OMV Benik Motorsport  |
| 2013 | Frigyes Turán        | Gábor Zsíros   | Ford Focus RS WRC '08   | Turán Motorsport SE   |